# Điện ảnh Kuwait
Điện ảnh Kuwait (tiếng Ả Rập: سينما الكويت) rất nhỏ bé. Bộ phim đầu tiên Bas ya Bahar ra đời năm 1972.

## Lịch sử hình thành và phát triển

### Phim nổi tiếng
- Bas Ya Bahar (Kuwaiti Movie; 1972)
- Shabab Cool (Kuwaiti Movie; 2002)
- Cute (Kuwaiti Movie; 2008)
- Sedra (Kuwaiti Movie; 2001)
- Al Denjewana (Kuwaiti Movie; 2009)
- Kahin Na Kahin Milenge (Indian Movie; 2009)
- 365 Boots on Ground (American documentary; 2005)
- Baraka (American documentary; 1982)
- Desert Sky (American documentary; 2005)
- Fires of Kuwait (American short documentary; 1992)
- Les Anges (Tunisian; 1984)
- Lektionen in Finsternis (German short documentary; 1992)
- Losing Ahmad (2006)
- VeTool (short documentary; 2004)
- Ahmad Al Sane's Life (African documentary; 1976)

### Nhà làm phim tên tuổi
- Khalid Al Siddiq